# Ivete Sangalo Live!
Ivete Sangalo Live! foi a sexta turnê oficial da cantora brasileira Ivete Sangalo, sendo também a primeira inteiramente internacional, realizada totalmente fora do Brasil. A turnê iniciou-se em 26 de maio de 2006 e terminou em 23 de julho do mesmo ano, ambas as datas em Portugal, passando por 27 shows por toda Europa. O show em Cantanhede teve mais de 15 mil ingressos vendidos.

## Desenvolvimento
"É uma expectativa muito grande para um artista brasileiro se apresentar fora de seu país em um show com a casa cheia. O meu desejo é traduzir com minha música a alegria e a força do Brasil"

— Ivete sobre os shows esgotados na Europa.
No início de 2006 Ivete foi procurada pelo produtor de shows britânico Richard Ogden, que trabalhava como empresário de Paul McCartney, propondo uma turnê pela Europa após avaliar o sucesso da cantora no Brasil e visando que isso se refletiria no continente estrangeiros, tanto com o público natural, quanto com brasileiros que moravam por lá. Na época Ivete finalizaria a Turnê MTV Ao Vivo em maio e já estava com a próxima série de shows, intitulada Turnê D'As Super Novas, marcada para iniciar em agosto, procurando deixar os dois meses livres para suas férias particulares. Porém, devido ao bom contrato e a oportunidade de realizar uma turnê totalmente fora do Brasil, Ivete abriu mão das férias e fechou um contrato para 27 shows durante 2 meses, nos quais Ivete não voltaria ao Brasil.
Em março são anunciadas as primeiras datas, revelando a passagem por Portugal e Alemanha. Logo após é divulgado que a cantora passaria pelo Reino Unido, Holanda, Bélgica, Espanha, Itália, Suíça, Suécia, França, Portugal e Alemanha, totalizando 27 shows. Os shows na Espanha tiveram os ingressos esgotados. Em 18 de julho, durante show em Barcelona no Teatre Grec de Barcelona, Ivete agradeceu pelo feito: "Este contato com o público é muito importante para mim, esse foi um dos melhores shows desta turnê". Em Portugal a cantora teve seus maiores públicos, reunindo 4 mil pessoas em Braga e 7 mil em Porto. Durante sua apresentação na segunda edição do Rock in Rio Lisboa 75 mil pessoas estiveram presentes. O repertório foi mantido o mesmo dos shows no Brasil, incluindo "Imagine", de John Lennon

## Promoção
Para promover sua passagem pela Europa, foi lançada a coletânea homônima Ivete Sangalo, em 9 de junho de 2006, posteriormente liberada no Brasil como O Melhor de Ivete Sangalo. O lançamento ocorreu apenas na França, Espanha e Holanda. O disco incluiu quatro canções anteriores regravadas em espanhol – "Fiesta", "Si Yo No Te Amase Tanto Asi", La Tierra" e "Arere", respectivamente as versões de "Festa", Se Eu Não Te Amasse Tanto Assim", "Sorte Grande" e "Arerê". Para o jornal espanhol El Correo Gallego, Ivete falou sobre incluir canções em outra língua para o público da Espanha. "Queria que ficasse um pouco diferente das originais. Três deles são muito funky e divertidas e uma delas mais romântica. Estou satisfeito com o resultado, tive a ajuda do produtor Javier Limón para essas versões. Eu gosto do som das minhas canções em espanhol, é um som muito sensual. A coletânea entrou em trinta e oito na parada musical da Holanda.
Durante sua passagem pela Espanha, Ivete promoveu a turnê no programa El Loco de la Colina, na La 1. Em 2 de junho realizou uma coletiva de imprensa no Hotel Dom Pedro Lisboa, em Portugal. Além disso, Ivete aproveitou para dar entrevistas para jornais e revistas nos países os qual passou.

## Recepção da crítica
Sobre a apresentação em Portugal, o portal Terra disse que Ivete transformou a arena em uma grande festa brasileira: "Ivete Sangalo transformou hoje os 200 mil metros quadrados  em uma imensa pista de dança, na qual nãoo deixaram de se movimentar os mais de 75 mil espectadores". O portal ainda disse que Ivete não perdia um segundo para animar o público e que "O público se entregou a Sangalo e a cantora se entregou ao público". Sandra Cuina, do jornal espanhol El Correo Gallego, disse que Ivete é uma "verdadeira deusa brasileira" e que, no palco, a cantora irradia força e paixão, fazendo da dança uma parte fundamental de seu show.

## Repertório
1. "Eva"
2. "Alô Paixão" / "Beleza Rara"
3. "Vem Meu Amor" / "Nossa Gente (Avisa Lá)"
4. "De Ladinho"
5. "Arerê"
6. "Carro Velho"
7. "Tô na Rua"
8. "Empurra-Empurra"
9. "Sorte Grande"
10. "Festa"
11. "Céu da Boca"
12. "Faz Tempo"
13. "A Lua Q Eu T Dei"
14. "Se Eu Não Te Amasse Tanto Assim"
15. "Imagine" (cover de John Lennon)
16. "Flor do Reggae"
17. "Chorando Se Foi"
18. "Pererê"
19. "Canibal"
20. "Levada Louca"

## Datas
| Data                | Cidade     | País          | Extras                     |        |
| Europa              | Europa     | Europa        | Europa                     | Europa |
| ------------------- | ---------- | ------------- | -------------------------- | ------ |
| 26 de maio de 2006  | Lisboa     | Portugal      | Rock in Rio Lisboa II      |        |
| 27 de maio de 2006  | Valladolid | Espanha       | Valladolid Latino          |        |
| 13 de junho de 2006 | Berlim     | Alemanha      | Waldbühne                  |        |
| 16 de junho de 2006 | Zurique    | Suíça         | Langstrasse                |        |
| 17 de junho de 2006 | Estocolmo  | Suécia        | Circus Krone               |        |
| 18 de junho de 2006 | Munique    | Inglaterra    | Circus Krone               |        |
| 21 de junho de 2006 | Londres    | Inglaterra    | Guanabara 5                |        |
| 22 de junho de 2006 | Londres    | Inglaterra    | Guanabara 5                |        |
| 28 de junho de 2006 | Amesterdã  | Países Baixos | AFAS Live                  |        |
| 30 de junho de 2006 | Bruxelas   | Bélgica       | Cef Coleur                 |        |
| 1 de julho de 2006  | Dortmund   | Alemanha      | Westfalenhallen            |        |
| 2 de julho de 2006  | Roma       | Itália        | Ippodromo delle Capannelle |        |
| 6 de julho de 2006  | Paris      | França        | Élysée Montmartre          |        |
| 7 de julho de 2006  | Berlim     | Alemanha      |                            |        |
| 8 de julho de 2006  | Bilbau     | Espanha       |                            |        |
| 9 de julho de 2006  | Madrid     | Espanha       | Cuartel del Conde-Duque    |        |
| 13 de julho de 2006 | Vigo       | Espanha       |                            |        |
| 14 de julho de 2006 | Porto      | Portugal      | Porto Elétrico             |        |
| 15 de julho de 2006 | Braga      | Portugal      | Estádio Primeiro de Maio   |        |
| 18 de julho de 2006 | Barcelona  | Espanha       | Teatre Grec de Barcelona   |        |
| 21 de julho de 2006 | Cantanhede | Portugal      |                            |        |
| 22 de julho de 2006 | Lisboa     | Portugal      | Parque de Exposições       |        |
| 22 de julho de 2006 | Lisboa     | Portugal      | Teatro das Artes           |        |
| 23 de julho de 2006 | Algarve    | Portugal      | Parque de Exposições       |        |
| 23 de julho de 2006 | Portimão   | Portugal      |                            |        |